# Universidad Católica de Oriente
Universidad Católica de Oriente är ett universitet i Colombia.   Det ligger i kommunen Rionegro och departementet Antioquia, i den centrala delen av landet, 220 km nordväst om huvudstaden Bogotá. 